# 范迪襄
范迪襄，字贊臣，號聖嬾，浙江会稽县人，清末民初人物、進士出身。
光緒十六年（1890年）参加光緒庚寅科殿試，登進士二甲第一百零一名。同年五月，著主事，分部学习，入民國後，退居歸鄉，以文史書畫為娛，著有《毛郑异同疏证》等